# Шайдуров Сергій Панасович
Сергій Панасович Шайдуров (26 червня 1926, село Шилкінський завод Усть-Карського району, тепер Сретенського району Забайкальського краю, Російська Федерація — 2 грудня 1998, місто Москва, Російська Федерація) — радянський діяч, 1-й секретар Магаданського обласного комітету КПРС. Депутат Верховної ради Російської РФСР. Депутат Верховної ради СРСР 8—9-го скликань. Кандидат у члени ЦК КПРС у 1971—1981 роках.

## Біографія
У 1943—1948 роках — студент Іркутського гірничо-металургійного інституту.
У 1948—1956 роках — інженер, старший інженер копальні «Геологічний», начальник виробничо-технічної частини, головний інженер копальні «П'ятирічка» Ягоднінского гірничопромислового управління тресту «Дальбуд» Магаданської області.
Член ВКП(б) з 1952 року.
У 1956—1958 роках — завідувач промислово-транспортного відділу Ягоднінского районного комітету КПРС Магаданської області; директор копальні, головний інженер Північного гірничопромислового управління «Дальбуду».
У 1958—1960 роках — слухач Вищої партійної школи при ЦК КПРС.
У листопаді 1960 — жовтні 1961 року — 1-й секретар Ягоднінского районного комітету КПРС Магаданської області.
16 жовтня 1961 — 2 лютого 1968 року — 2-й секретар Магаданського обласного комітету КПРС.
2 лютого 1968 — 26 грудня 1978 року — 1-й секретар Магаданського обласного комітету КПРС.
З грудня 1978 року — заступник міністра геології Російської РФСР.
З 1992 року — в Управлінні справами адміністрації президента Російської Федерації.
Автор книги «Берег двох океанів» (1975).
Помер 2 грудня 1998 року в місті Москві. Похований на Троєкуровському цвинтарі Москви.

## Нагороди і звання
- орден Леніна (.06.1976)
- орден Жовтневої Революції (1971)
- два ордени Трудового Червоного Прапора (1966, 1973)
- медалі
- знак «Відміннику Дальбудівцю» (1951)
- знак Міністерства геології СРСР «Почесний розвідник надр»